# Городская усадьба Спиридова — Рюхардт
Городска́я уса́дьба Спири́дова — Рюхардт (лечебница Отто фон Шимана) — архитектурный ансамбль в Таганском районе Москвы, объект культурного наследия регионального значения. Построен в начале XIX века на земле Матвея Спиридова. В настоящее время все строения усадьбы имеют двойной адрес: по Яузскому бульвару, а также Большому и Малому Николоворобинским переулкам.
Усадебный ансамбль, общая площадь которого превышает 3 тыс. м², составляют:
- Главный дом (9/6);
- Восточный жилой флигель со службами (строения 3А, 3Б, 3В);
- Служебный корпус: конюшня, каретный сарай;
- Сторожка-дворницкая (строение 8);
- Пилон ворот и ограда[3][6].

## История

### Спиридов
В самом начале XIX века земельный участок между Яузским бульваром и Николоворобинским переулком купил сенатор Матвей Спиридов. Предположительно, по его приказу в 1812—1819 годах были возведены первые усадебные постройки — особняк в стиле ампир, служебный корпус с конюшней и сараем, сторожка-дворницкая. Информация об архитекторе не сохранилась. Семья Спиридова прожила в усадьбе длительное время — известно, что в ней прошло детство будущего декабриста Михаила Спиридова.

### Рюхардт
Усадьба имеет двойной адрес, все строения расположены на Яузском бульваре и Большом и Малом Николоворобинском переулках. Эти улицы являются частью Воронцова поля — исторической местности, где с середины XIX обосновались представители немецкой диаспоры. Её основу составляла династия предпринимателей Вогау — на тот момент одна из богатейших семей в России. Родственники вели общие дела и предпочитали селиться по соседству. Прусский подданный Георг Рюхардт женился на дочери Карла Вогау Фанни и так стал частью влиятельного клана. Чтобы жить поблизости от остальной семьи, в конце XIX века супруги Рюхардт приобрели усадьбу Спиридова.
Фанни Карловна и Георг Рюхардт имели значительное состояние. О муже известно, что ещё до свадьбы он пострадал от русских мошенников: под видом золотоносного купил в Сибири участок бедной земли. Однако даже подобная невыгодная сделка не повлияла на общие дела семьи, супруги жили в достатке и часто путешествовали. Например, в Баден-Бадене Рюхардты встречали соседа по Воронцову полю — отца княгини Киры Алексеевны Козловской. По мнению литературоведа Владимира Колгана, Кира Алексеевна была возлюбленной Михаила Булгакова и послужила прототипом Маргариты.
Перед Первой Мировой войной восточный жилой флигель по Большому Николоворобинскому переулку выкупила Джейн (в России — Евгения Ивановна) Мак-Гилл. Супруга шотландца Роберта Мак-Гилла, владельца нескольких заводов и строительной компании, активно занималась благотворительностью: на её средства в Москве были построены Англиканская церковь и дом священника, дом для сирот имени Р. Р. Мак-Гилла и Дом святого Андрея.
В конце 1870-х флигель усадьбы Спиридова был перестроен по проекту архитектора Виктора Коссова. Фасады получили объёмный декор — профилированные карнизы и наличники, рустованные пилястры, лепной фриз. В 1895 году Коссов руководил ремонтом здания, тогда же были построены новые ворота с пилоном на кирпичном цоколе.
В 1867—1876 годах в непосредственной близости от усадьбы проходили работы по бурению первой московской артезианской скважины. Проектом руководил инженер В. А. Бабин. Предполагаемая глубина должна была составить 532 метра, однако уже в 1871-м на 454 метре сломался главный бур. До 1876 года строители занимались извлечением снаряда, но в конце концов колодец был засыпан. Проблему местного водоснабжения решили, построив Серебряническую водокачку у Яузских ворот. С её помощью откачивали до двухсот тысяч вёдер грунтовых вод с уровня 23 метров бывшей скважины. Рассказ о встрече с Бабиным и посещении подземной штольни оставил бытописатель Москвы Владимир Гиляровский:

Оказывается, что Бабин роет артезианский колодец, что уже в заложенные на протяжении 216 сажен чугунные трубы идет прекрасная вода, что в Серебряническом переулке устроена водокачка, что с Яузского бульвара, где торчит над колодцем бревенчатый сарай, под Николо-Воробинским переулком, на глубине пятнадцати сажен проводится до водокачки подземная штольня, соединенная с поверхностью шахты.
— «Под землёй», «Москва и москвичи»

### Фон Шиман
В конце XIX века усадьбу арендовал врач Оскар Генрихович фон Шиман. В 1897—1898 годах архитектор Сергей Воскресенский перестроил в эклектичном стиле главный дом, служебный корпус и сторожку. Центральный особняк сохранил объёмную структуру и основные конструкционные элементы — капитальные стены и перегородки, своды системы Монье в подвале. Шатровая крыша здания была покрыта медью и украшена изящными дымниками. Фасад украсили лепным фризом. В отделке интерьеров использовались дорогостоящие материалы: метлахская плитка и дубовый паркет для полов, мрамор — для парадной лестницы. Потолки и стены были декорированы кессонами и розетками.
В 1900 году под руководством Воскресенского были отреставрированы ограда и ворота. С 1910-го в здании разместилась «лечебница по всем специальностям» фон Шимана вместимостью 50 коек. Среди пациентов клиники были Сергей и Пётр Эфрон, муж и брат Марины Цветаевой. При Советском Союзе в здании находился туберкулёзный диспансер.

## Современность
В 2011 году комплекс получил статус объекта культурного наследия регионального значения. По данным на 2016 год усадьба находилась под управлением Научно-практического центра медицинской радиологии. В январе 2016 года Департамент культурного наследия города Москвы выдал разрешение на реставрацию всех строений ансамбля. Целью работ было заявлено приспособление усадьбы к современному использованию. Проект профинансировали частные инвесторы.
К началу 2018 года усадьбу полностью отреставрировали, особое внимание уделили восстановлению исторического облика зданий. В процессе ремонта были воссозданы лепной декор фасадов и интерьеров, оригинальная расстекловка окон, заново сделаны утраченные детали.

## Фотогалерея

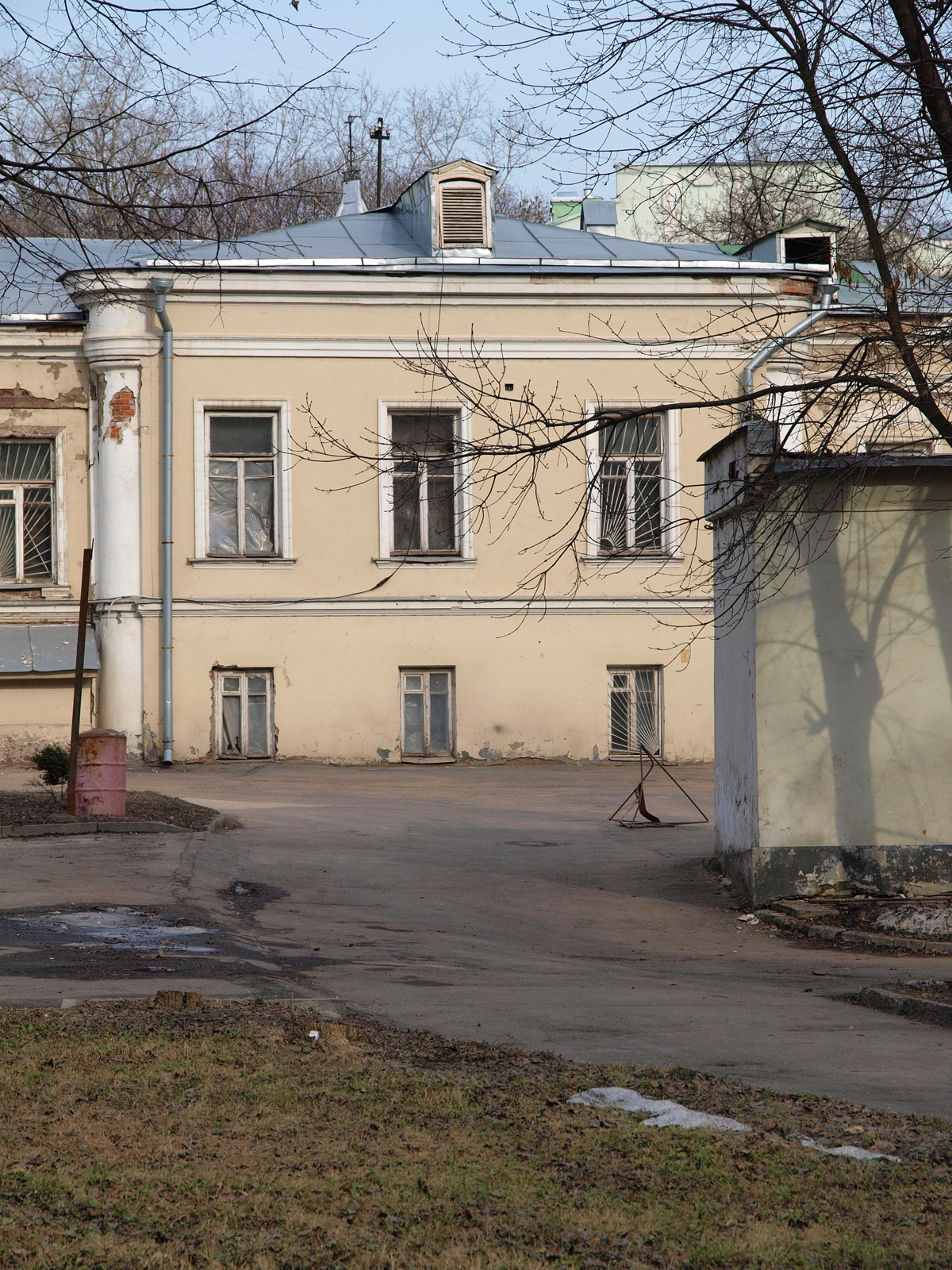
Восточный жилой флигель со службами. Малый Николоворобинский переулок, д. 9/6, стр. 3, 2009
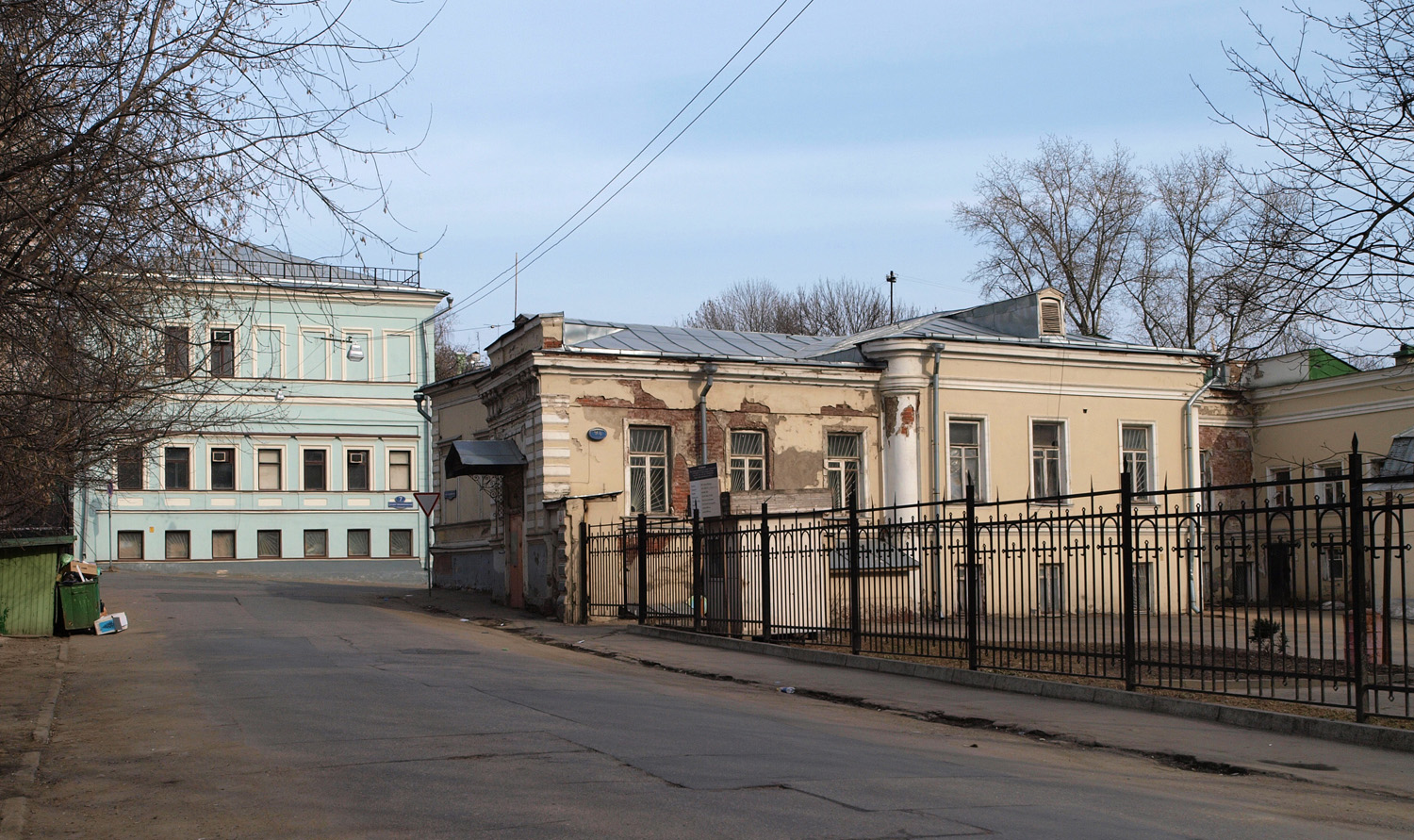
Восточный жилой флигель со службами. Малый Николоворобинский переулок, д. 9/6, стр. 3, 2008
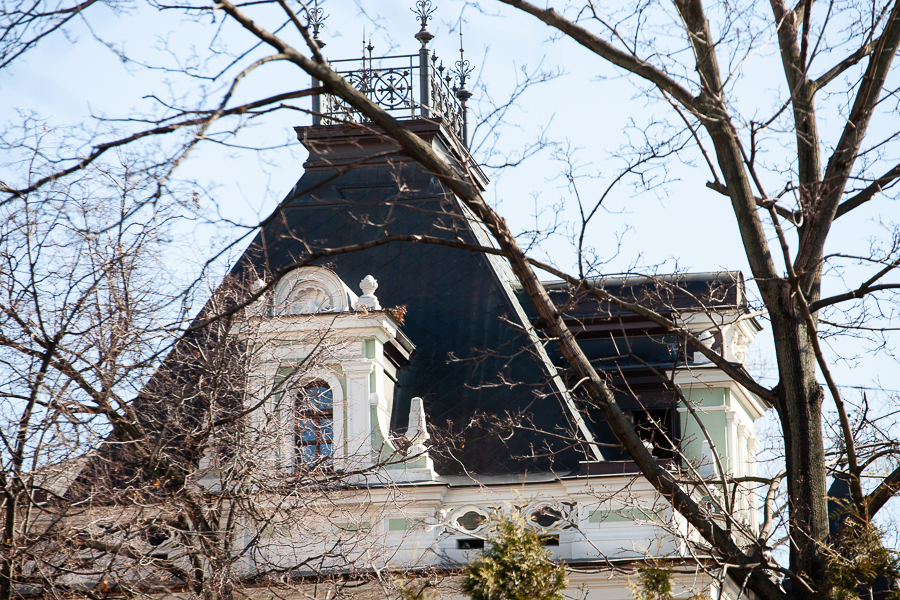
Элементы архитектурного украшения фасада главного особняка, 2018
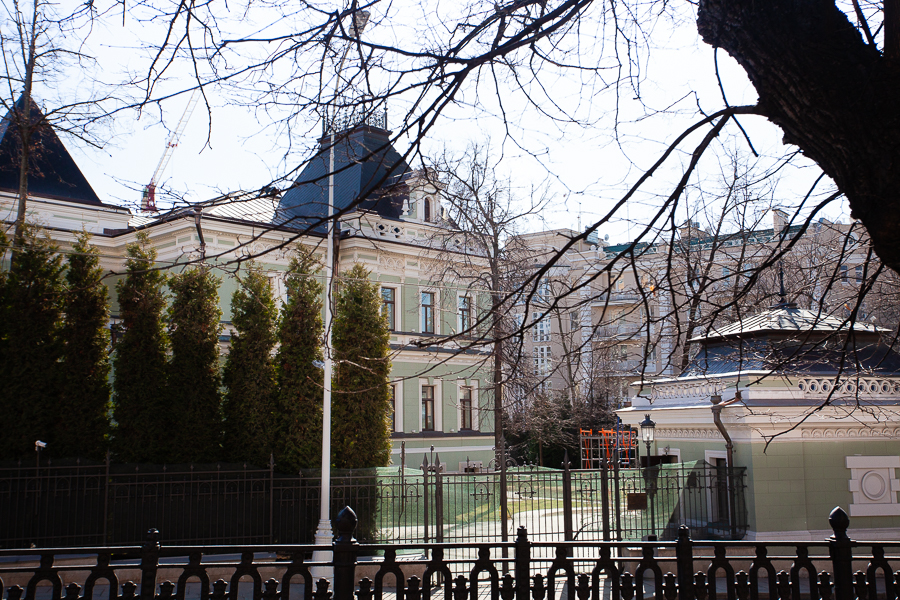
Вид с Яузского бульвара, 2018